# Наказание в уголовном праве России
В данной статье рассматриваются специфичные для российского уголовного права характеристики уголовного наказания. Более общая информация содержится в статье «Уголовное наказание».
Наказание определяется в Уголовном кодексе РФ как назначаемая по приговору суда мера государственного принуждения, применяемая к лицу, признанному виновным в совершении преступления, и выражающаяся в предусмотренных уголовным законом ограничении прав и свобод лица. Наказание выступает в роли основной формы реализации уголовной ответственности.
Содержание наказания в России составляют карательные меры (лишение осуждённого определённых прав и свобод), общественное порицание, меры воздействия на осуждённого, призванные предотвратить совершение им новых преступлений (контроль за его повседневной жизнью, наложение ограничений на допустимые виды поведения и деятельности), а также воспитательные меры (привлечение к труду, предоставление возможности получить образование), направленные на подготовку осуждённого к нормальной жизни в обществе. В процессе отбывания наказания к осуждённому также может применяться принудительное лечение.
Помимо наказания, к лицу, совершившему уголовно наказуемое деяние, могут быть применены иные меры уголовно-правового характера: принудительные меры медицинского характера, конфискация имущества, принудительные меры воспитательного воздействия.
Целями наказания по УК РФ являются восстановление социальной справедливости, исправление осуждённого, предупреждение совершения новых преступлений.

## История института наказания в уголовном праве России
В первых кодифицированных уголовно-правовых актах России определение наказания отсутствовало, однако закрепляемая ими система наказаний была весьма обширной и сложной.
Первым законодательным актом, в котором наказания излагались в виде перечня и располагались в определённой иерархии, является Свод законов уголовных 1832 года. По мнению И. Я. Фойницкого, характерной чертой Свода законов уголовных было «стремление развить каждую из мер (видов) наказания в особую систему с самостоятельной для каждой меры градацией, что привело к тому, что Свод знал фактически несколько карательных систем».
Уложение о наказаниях уголовных и исправительных 1845 года предусматривало лестницу из нескольких степеней наказания, наиболее тяжкими из которых были лишение всех прав состояния и смертная казнь; лишение всех прав состояния и ссылка на каторгу; лишение всех прав состояния и ссылка на поселение в Сибирь или на Кавказ. Наказания делились на уголовные и исправительные; перечисленные ранее в этом абзаце наказания относились к категории уголовных, исправительными же считались такие наказания как отдача на время в исправительные арестантские отделение, временное заключение в тюрьме, временное заключение в крепости. Многие из этих видов наказания также имели градации по тяжести.
Представители высших сословий (дворянство, духовенство, почётные граждане, купцы первой и второй гильдий и др.) имели привилегии, связанные с наказанием: они не могли подвергаться телесным наказаниям, а арест мог исполняться на дому или по месту работы.
Уголовное уложение 1903 года делило наказания на главные, дополнительные и заменяющие. Главными наказаниями были смертная казнь (через повешение, непублично), каторга без срока и на срок от 4 до 15 лет, ссылка на поселение и др. Дополнительными считались различные правоограничивающие наказания: отобрание имущества, денежное взыскание, опубликование приговора, удаление от должности, заключение в работном доме, ограничение права избирать и переменять место жительства. Одиночное заключение могло заменяться общим при недостатке одиночных камер или опасности одиночного заключения для здоровья осуждённого; для престарелых лиц (старше 70 лет) смертная казнь и каторга заменялись ссылкой на поселение.
В первые годы советской власти применялось большое количество разнообразных видов наказания, созданных на волне революционного правотворчества: от предупреждения, общественного порицания — до расстрела.
Первое в истории российского права определение уголовного наказания было дано в Руководящих началах по уголовному праву РСФСР 1919 года. Наказание определялось как «мера принудительного воздействия, посредством которой власть обеспечивает данный порядок общественных отношений от нарушителей последнего (преступников)» (ст. 7 Руководящих начал). Предусматривалось 15 видов наказаний, среди которых были внушение, выражение общественного порицания, объявление под бойкотом, отрешение от должности, лишение свободы (на определённый или неопределённый срок), смертная казнь (расстрел).
Последующие акты законодательства восприняли другую теорию наказания: уголовно-правовое воздействие на преступников стало рассматриваться как «мера социальной защиты» (УК РСФСР 1922 года) или «мера социальной защиты судебно-исправительного характера» (УК РСФСР 1926 года). Данные меры применялись не только к преступникам: основанием для их применения могла служить и «деятельность, свидетельствующая о серьёзной угрозе общественному правопорядку», уголовной репрессии могли быть подвергнуты не только преступники, но и «социально опасные» лица, в том числе оправданные в совершении преступления.
По УК РСФСР 1922 года к мерам социальной защиты относились: изгнание из пределов РСФСР на срок или бессрочно; лишение свободы со строгой изоляцией или без таковой; принудительные работы без содержания под стражей; условное осуждение; конфискация имущества полная и частичная; штраф; поражение прав; увольнение от должности; общественное порицание; возложение обязанности загладить вред; помещение в учреждения для умственно отсталых или морально дефективных; принудительное лечение; запрещение занимать ту или иную должность или заниматься определённой деятельностью либо промыслом; удаление из определённой местности; расстрел.
В УК РСФСР 1926 года эта система перешла практически в неизменном виде: лишение свободы стало делиться на два вида (в исправительно-трудовых лагерях и общих местах заключения), были введены ссылка и высылка внутри страны; условное осуждение было исключено из видов наказания.
Термин «наказание» вновь появился в уголовном законодательстве в 1934 году. Система наказаний по мере укрепления советской власти и развития советского уголовного права несколько упростилась, в ней стало меньше видов наказания, из неё были исключены меры, имеющие классовую направленность.
В УК РСФСР 1960 года говорится, что наказание является карой за совершённое преступление. Это определение теоретиками было охарактеризовано как неудачное, так как слово «кара» представляет собой архаичный синоним к слову «наказание» и таким образом не может быть использовано для определения сущности данного института.
Первоначальная редакция УК РСФСР 1960 года предусматривала 12 видов наказаний: к их числу относились лишение свободы, ссылка, высылка, исправительные работы без лишения свободы, лишение права занимать определённые должности или заниматься определённой деятельностью, штраф, увольнение от должности, возложение обязанности загладить причиненный вред, общественное порицание, конфискация имущества, лишение воинского или специального звания, направление в дисциплинарный батальон. Законом РФ от 18.02.1993 года № 4510-1 наказания в виде ссылки и высылки были отменены как утратившие реальное общественное значение.
В Основах уголовного законодательства Союза ССР и республик 1991 года наказание определяется как «мера принуждения, применяемая от имени государства по приговору суда к лицу, признанному виновным в совершении преступления, и заключающаяся в предусмотренных законом лишении или ограничении прав и свобод осужденного». С незначительными изменениями это определение было воспроизведено в Уголовном кодексе РФ 1996 года.
Уголовный кодекс РФ внёс довольно значительные изменения в систему наказаний: были исключены такие наказания как общественное порицание, возложение обязанности загладить причиненный вред; добавлены новые наказания — обязательные работы, ограничение свободы, ограничение по военной службе, арест. В 2003 году из Уголовного кодекса РФ было исключено наказание в виде конфискации имущества; позже (в 2006 году) конфискация имущества вновь была введена в уголовное законодательство уже в качестве иной меры уголовно-правового характера. В 2011 году было введено новое наказание — принудительные работы, которые должны начать применяться в 2013 году.

## Признаки уголовного наказания по российскому праву
В теории уголовного права выделяются признаки, которые являются характерными для уголовного наказания. Число этих признаков в трудах различных учёных является различным: три и более, вплоть до семи. Наиболее часто называются следующие признаки:
- Наказание — государственная мера. В настоящее время правом назначения наказания обладают только государственные органы (в советский период некоторые меры уголовно-правового воздействия могли применяться и товарищескими судами).
- Наказание — мера государственного принуждения. Наказание назначается и исполняется вопреки воле осуждённого, с применением мер воздействия, которые заключаются в лишении осуждённого определённых благ. В случае уклонения от исполнения наказания к осуждённому могут быть применены ещё более строгие меры воздействия.
- Наказание заключается в лишении осуждённого определённых прав и свобод или ограничении этих прав и свобод. Однако наказание не может заключаться в причинении осуждённому физических страданий, в унижении его человеческого достоинства.
- Наказание назначается только за совершение преступления, причём только лицу, которое в установленном законом порядке признано судом виновным в совершении этого преступления.
- Наказание назначается только судом. Иные государственные органы таким правом не обладают.
- Наказание носит публичный характер и назначается (и приводится в исполнение) от имени государства. Оно представляет собой отрицательную оценку государством поведения лица.
- Наказание носит личный характер и назначается только в отношении конкретного лица, причастность которого к конкретному преступлению доказана в установленном порядке.
- Наказание влечет последствие правового характера — судимость. Судимость возникает с момента вступления в силу обвинительного приговора суда и действует до момента её погашения или снятия (законодательство РФ).
- Наказание выражает отрицательную оценку преступника и его деяния со стороны государства.

На основе этих признаков можно отграничить наказание от всех остальных мер принудительного правового воздействия

## Цели наказания в российском праве
Цели наказания — это «конечные социальные результаты, достижение которых преследуется установлением наказаний в уголовном законе».
В современной российской правовой литературе на основе действующего УК РФ 1996 года выделяется три цели наказания:
- Восстановление социальной справедливости. Социальная справедливость — это морально-правовая и социально-политическая категория, которая отражает «общественное представление о должном, соответствующее сущности и правам человека»[9]. Преступление нарушает социальную справедливость: оно ущемляет законные права граждан, причиняет им моральный, материальный или физический вред, вызывает у общества негодование, связанное с негативной оценкой действий преступника. Восстановление социальной справедливости, таким образом, подразумевает, во-первых, подкрепление негативной оценки преступника и преступления со стороны государства; во-вторых, ограничение прав и свобод преступника, соответствующее тяжести и характеру совершённого преступления; в-третьих, компенсацию материального и идеального ущерба, причинённого обществу и его институтам.
- Исправление осуждённого. Согласно Уголовно-исполнительному кодексу РФ, исправление осуждённых подразумевает формирование у них уважительного отношения к человеку, обществу, труду, нормам, правилам и традициям человеческого общества и стимулирование правопослушного поведения. Некоторыми учёными отмечается, что в уголовном праве исправление осуждённого трактуется более узко: чтобы осуждённый был признан исправившимся, достаточно, чтобы он не совершал новых преступлений, хотя бы причиной этого и был всего лишь страх перед наказанием[10]. Тем не менее, уголовное право предусматривает стимулы и для фактического исправления осуждённого: так, с таким исправлением связывается возможность сокращения срока наказания или замены его более мягким наказанием.
- Предупреждение совершения новых преступлений — как самим наказанным лицом (специальная превенция), так и другими лицами (общая превенция). Общая превенция достигается за счёт создания у «неустойчивых» граждан, склонных совершать преступления, страха перед возможным применением наказания. Факторами, влияющими на эффективность общей превенции, являются неотвратимость наказания и его строгость. Кроме того, наказание выполняет функцию общей превенции только в условиях гласности и открытости судебного разбирательства. Специальная превенция связана как с исправлением преступника, так и с ограничением возможностей для совершения преступлений в ходе отбывания наказания.

## Система уголовных наказаний в действующем законодательстве
Существует несколько подходов к рассмотрению видов наказания, применяемых в уголовном праве. Первый из них предполагает простую группировку, создание перечня всех наказаний, как правило, расположенных в определённом порядке. Второй предполагает рассмотрение видов наказания как образующих особую систему, обладающую признаками, не присущими простой совокупности всех видов наказания. Этот подход предполагает множественность оснований классификации наказания, выявление внутренних взаимосвязей между его отдельными видами.
В российском праве преобладающим является второй подход, в котором виды наказания рассматриваются как образующие единую систему. В настоящее время система наказаний российского уголовного права является относительно простой и включает 13 видов наказаний.
Система наказаний включает только те виды наказаний, которые предусмотрены уголовным законом; перечень наказаний является исчерпывающим, условия и порядок назначения отдельных видов наказания, закреплённый в Уголовном кодексе РФ, является обязательным для суда.
Уголовный кодекс РФ предусматривает следующие виды наказания (в порядке от менее строгого к более строгому):
- штраф
- лишение права занимать определённые должности или заниматься определённой деятельностью
- лишение специального, воинского или почётного звания, классного чина и государственных наград
- обязательные работы
- исправительные работы
- ограничение по военной службе
- ограничение свободы
- принудительные работы
- арест
- содержание в дисциплинарной воинской части
- лишение свободы на определённый срок
- пожизненное лишение свободы
- смертная казнь

Наказания могут классифицироваться по различным основаниями.
По порядку назначения:
- Основные наказания, которые могут применяться сами по себе и не используются для усиления эффекта применения других видов наказания.
  - обязательные работы
  - исправительные работы
  - ограничение по военной службе
  - принудительные работы
  - арест
  - содержание в дисциплинарной воинской части
  - лишение свободы на определённый срок
  - пожизненное лишение свободы
  - смертная казнь
- Дополнительные наказания, которые не применяются самостоятельно и используются только для усиления эффекта других видов наказания.
  - лишение специального, воинского или почётного звания, классного чина и государственных наград
- Наказания, которые могут использоваться и в качестве основных, и в качестве дополнительных.
  - штраф
  - лишение права занимать определённые должности или заниматься определённой деятельностью
  - ограничение свободы

В зависимости от того, каким лицам они могут назначаться:
- Общие — могут назначаться всем лицам, совершившим преступления.
- Специальные — могут назначаться лишь определённым категориям лиц (например, военнослужащим).

В зависимости от содержания ограничений прав и свобод:
- Наказания, оказывающие морально-психологическое воздействие.
- Имущественные наказания.
- Наказания, включающие принудительное привлечение к трудовой деятельности.
- Наказания, связанные с лишением или ограничением свободы.
- Смертная казнь.

Наказания могут быть назначаемыми на определённый срок или без определённого срока.
В процессе исполнения наказаний одно наказание может заменяться другим (как правило, более мягким — как результат положительного поведения осуждённого). Если наказание назначено на определённый срок — далеко не всегда требуется отбытие этого наказания в полном объёме, законодательство большинства стран предусматривает возможность досрочного прекращения отбывания наказания при определённых условиях (как правило, предполагающих, что осужденный доказал своё исправление).
Может также применяться условное назначение некоторых видов наказания, предполагающее назначение наказания без его фактического отбывания, но с применением к осужденному мер исправительного воздействия. В случае, если осуждённый уклоняется от этих мер или совершает новое общественно опасное деяние, наказание может быть исполнено реально.

### Частота применения отдельных видов наказания
С. В. Бородин приводит следующие данные о частоте использования отдельных видов наказания в Уголовном кодексе РФ (по состоянию на 2005 год):
| Вид наказания                                                                                 | Число составов | Процент |
| --------------------------------------------------------------------------------------------- | -------------- | ------- |
| Штраф                                                                                         | 329            | 22,9 %  |
| Лишение права занимать определённые должности или заниматься определённой деятельностью       | 199            | 9,7 %   |
| Лишение специального, воинского или почётного звания, классного чина и государственных наград | 0              | 0 %     |
| Обязательные работы                                                                           | 82             | 5,7 %   |
| Исправительные работы                                                                         | 11             | 0,7 %   |
| Ограничение по военной службе                                                                 | 20             | 1,4 %   |
| Ограничение свободы                                                                           | 74             | 5,2 %   |
| Арест                                                                                         | 132            | 9,2 %   |
| Содержание в дисциплинарной воинской части                                                    | 24             | 1,7 %   |
| Лишение свободы на определённый срок                                                          | 468            | 32,3 %  |
| Пожизненное лишение свободы                                                                   | 5              | 0,3 %   |
| Смертная казнь                                                                                | 5              | 0,3 %   |